# 清华大学国际关系学系
清华大学国际关系学系，简称国关系，英文缩写IR，是清华大学社会科学学院下属的一个系，2007年建立。

## 历史
- 1997年，国际问题研究所成立。
- 2007年12月，国际关系学系建立。[2]经2007—2008学年度第7次校务会议讨论，决定成立清华大学人文社会科学学院国际关系学系，简称国关系，英文名称Department of International Relations，School of Humanities and Social Sciences，Tsinghua University，英文缩写IR。

## 机构
- 政治学教研室
- 国关理论教研室
- 地区国别教研室
- 国际政治经济教研室
- 国际关系史教研室